# 坂井洋
坂井 洋（さかい よう、1994年10月25日 - ）は、栃木県宇都宮市出身の競輪選手、自転車競技（トラックレース）選手。日本競輪選手会栃木支部所属。ホームバンクは宇都宮競輪場。JCLバンクリーグ専属ライダーとして宇都宮ブリッツェンに参加している。

## 来歴
中学生の頃に見た競輪の世界に憧れ、自転車競技の名門作新学院高校、日本大学で競技生活を送る。大学時代には2017年インカレでスプリント、チームスプリントの二冠を達成している。
日大卒業後、日本競輪選手養成所に115期生として入所。在所時の第2回記録会でゴールデンキャップを獲得。在所成績1位で養成所を卒業した。デビュー時のインタビューでは「目標はグランドスラム」と語っている。
2019年7月4日、取手競輪場でデビュー。同年8月12日にはA級チャレンジを9連勝で2班に特別昇班。9車立て（当時）のA級戦でも勝ち星を積み重ね、10月27日にはS級へ特別昇級、翌11月のF1開催（平塚競輪場）でS級初優勝を記録した。
2021年前期よりS級1班に昇班。同年11月に行われた四日市記念（GIII）で記念初優勝を飾った。
競輪選手としての活動の一方、競技選手の活動も継続しており、JCLバンクリーグ専属ライダーとして、地元栃木の社会人チーム・宇都宮ブリッツェンに参加している。

## 特徴
ダッシュ力を最大の武器とする。元選手で解説者の加藤慎平によれば「捲りのスピード、特に初速の部分は日本トップクラス」だが「構えて内に閉じ込められたり、番手に回ってヨコの動きや捌きを求められた場面で脆さが出てしまう」という。

## 主な獲得タイトルと記録
- 全日本大学対抗選手権自転車競技大会 - スプリント、チームスプリント（2017年）
- バンクレコード - いわき平競輪場 10.5秒（タイ記録）